# 도하쿠군

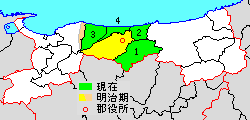
도하쿠 군의 위치

도하쿠군(일본어: 東伯郡, とうはくぐん)은 일본 돗토리현 중앙부에 있는 군이다. 군명은 호키국(伯耆国)의 동부에 있는 데에서 유래한다.
인구 49,521명, 면적 508.37km², 인구밀도 97.4명/km².(2025년 3월 1일, 추계인구)
이하 4정으로 구성된다.
- 고토우라정(琴浦町)
- 호쿠에이정(北栄町)
- 미사사정(三朝町)
- 유리하마정(湯梨浜町)

## 역사
- 2004년 9월 1일 - 아카사키 정·도하쿠 정이 합병해 고토우라 정이 성립하였다.
- 2004년 10월 1일 - 도고 정·하와이 정·도마리 촌이 합병해 유리하마 정이 성립하였다.
- 2005년 3월 22일 - 세키가네 정이 구라요시시에 편입되었다.
- 2005년 10월 1일 - 다이에이 정·호조 정이 합병해 호쿠에이 정이 성립하였다.